# Blechnum discolor
Blechnum discolor (crown fern, Māori: kiokio) es una especie de helecho perteneciente a la familia Blechnaceae. Es originaria de Nueva Zelanda.

## Distribución y hábitat
Como ha señalado C.Michael Hogan, esta especie se encuentra en una serie de comunidades forestales en diversos lugares dentro de Nueva Zelanda, y algunas veces es un componente dominante del sotobosque.

## Descripción
Las esporas se producen en las frondas especializadas. Estas son más erguidas, con una vista oscura y arrugada.

## Taxonomía
Blechnum discolor fue descrita por (G.Forst.) Keyserl.  y publicado en Polypodiacea et Cyatheacea Herbarii Bungeani 66. 1873.
Sinonimia
- Lomaria discolor (G.Forst.) Willd.[5][6]